# گروه ترافکو
گروه ترافکو (انگلیسی: Travco Group) شرکت گردشگری مصری است، که در سال ۱۹۷۹ تأسیس شد.